# Cered
Cered è un comune dell'Ungheria di 1.246 abitanti (dati 2001). È situato nella contea di Nógrád.